# 하코다테역
하코다테역(일본어: 函館駅 하코다테에키[*])은 일본 홋카이도 하코다테시에 있는 홋카이도 여객철도 하코다테 본선의 철도역이다. 하코다테 본선의 기점역이며, 도난 이사리비 철도선으로 직결하는 열차의 실질적 기점역이기도 하다.
이 문서에서는 하코다테 시 교통국의 전차역인 하코다테 역전역(일본어: 函館駅前駅, はこだてえきまええき)에 대해서도 기술한다.

## 역 구조

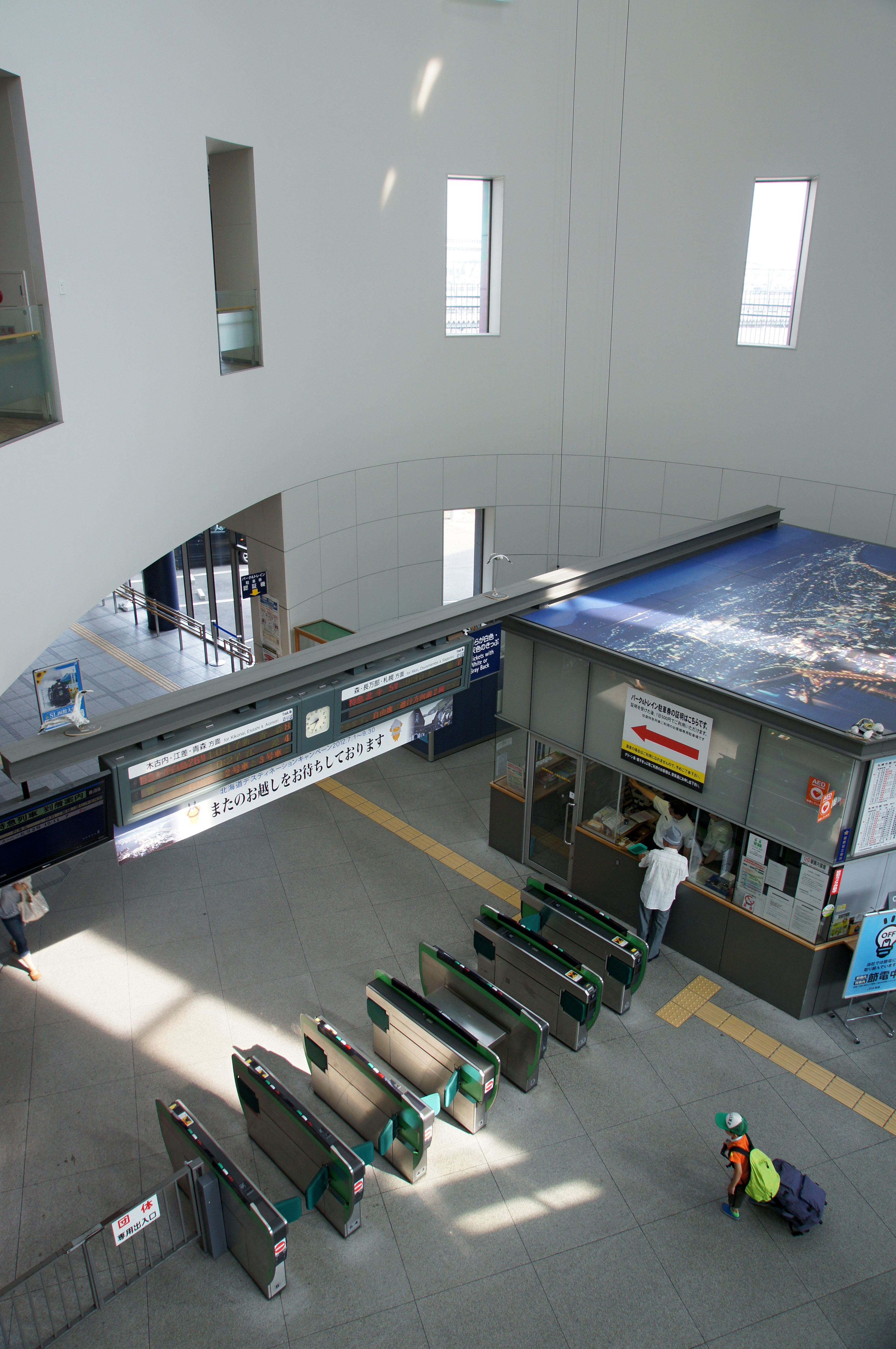
개찰구

4면 8선의 섬식 승강장이 있는 지상역으로, 두단식 승강장 형태를 띠고 있으며 승강장과 역사 사이에 단차가 없다. 역무원이 있는 유인역으로, 일부 역무원들은 당직 근무를 한다. 역사의 1층에는 6시부터 22시 30분까지 운영하는 창구가 있으며, 그 밖에도 여행 센터, 자동 발권기, 자동 개찰기, 하코다테 시 관광 안내소 등이 있다. 2층에는 역사 상업시설이 있다. 야간 시간대에는 자동 개찰기가 상시 가동되며, 유인 개찰은 열차 도착 20분 전부터 이루어진다. 도착 업무와 개찰 업무가 없는 3시 30분부터 4시 30분 사이에 역사가 폐쇄된다.

### 승강장

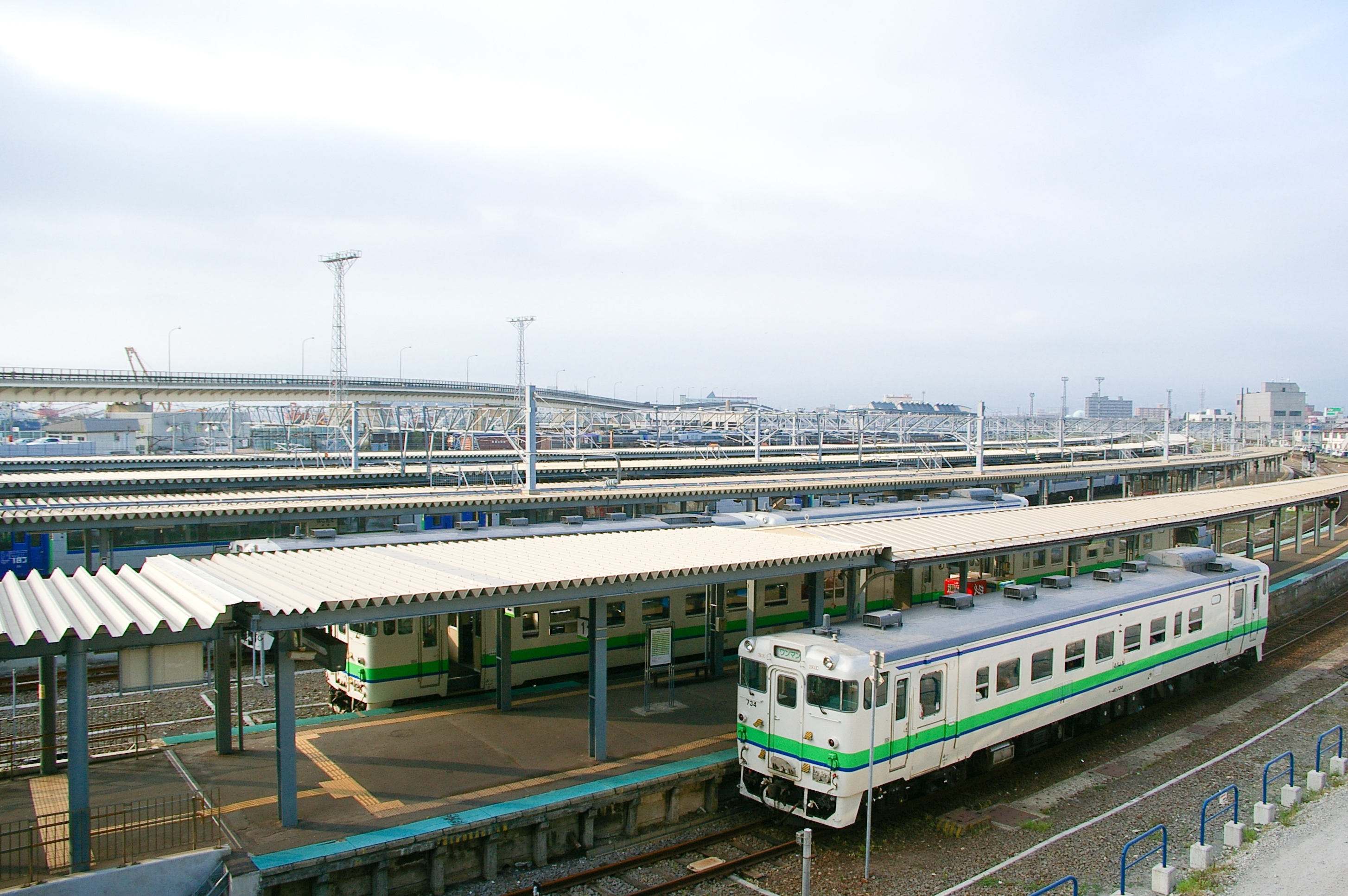
승강장

| 1 - 4 | ■ 하코다테 본선        | 보통 | 오누마 공원 · 모리 · 오샤만베 방면    |
| 1 - 4 | ■ 도난 이사리비 철도선 | 보통 | 가미이소 · 기코나이 방면              |
| 5 - 8 | ■ 하코다테 본선        | 특급 | 오샤만베 · 히가시무로란 · 삿포로 방면 |

## 역 주변
- 하코다테 시청
- 하코다테 니시 경찰서
- 하코다테 니시 경찰서 하코다테 역전 파출소
- 하코다테 중앙 우편국
- 하코다테 역전 우편국
- 하코다테 역전역
- 홋카이도 여객철도 하코다테 지사

## 이용 상황
연 승차 인원은 100명 단위로, 일당 평균 승차 인원은 10명 단위로 집계되었다.
| 연도   | 연도 | JR 홋카이도 | JR 홋카이도 | 비고 |
| 연도   | 연도 | 합계        | 1일 평균    | 비고 |
| ------ | ---- | ----------- | ----------- | ---- |
| 2004년 | 승차 | 1,375,700   | 3,770       |      |
| 2005년 | 승차 | 1,351,600   | 3,700       |      |
| 2006년 | 승차 | 1,324,600   | 3,630       |      |
| 2007년 | 승차 | 1,317,200   | 3,600       |      |
| 2008년 | 승차 | 1,260,400   | 3,450       |      |

## 역사
- 1902년 12월 10일 - 홋카이도 철도의 하코다테 역 (초대) 개업.
- 1904년 7월 1일 - 하코다테 역 (2대)이 개업. 하코다테 역 (초대)가 가메다역(亀田駅)으로 개칭.
- 1907년 7월 1일 - 홋카이도 철도 국유화.
- 1911년 8월 29일 - 가메다 역 폐지.
- 1915년 6월 15일 - 세이칸 연락선과의 접속을 위해 하코다테 역에서 조금 떨어진 장소에 있던 연락선 접안장 부근에 하코다테 잔교 임시 승강장(函館桟橋仮乗降場) 설치. 연락선과 접속되는 열차만 역에 정차했으며, 운임 계산상 하코다테 역과 동일 취급되었다.
- 1930년 10월 1일 - 하코다테 잔교 임시 승강장을 하코다테 역에 통합.
- 1938년 1월 18일 - 3번째로 지어진 역사가 실화로 인해 전소됨.
- 1942년 12월 20일 - 4번째 역사 신축 완공.
- 1950년 2월 10일 - 하코다테 객차구 설치.
- 1980년 10월 1일 - 컨테이너 화차, 차급 화물 취급 폐지.
- 1986년 11월 1일 - 수하물, 전용선 발착 차급 화물 폐지.
- 1987년 3월 31일 - 서류상 화물 취급 재개.
- 1987년 4월 1일 - 일본국유철도 분할 민영화로 홋카이도 여객철도와 일본화물철도가 계승.
- 1988년 3월 13일 - 세이칸 터널 개통에 따라 세이칸 연락선 폐지.
- 2002년 4월 1일 - 일본화물철도 역이 폐지됨에 따라 화물 취급 종료. 실제 취급 실적은 없었다.
- 2003년 6월 21일 - 5번째 역사 사용 개시.
- 2007년 10월 - 역 번호 부여. H75.

## 하코다테 역전역
하코다테 역전역(일본어: 函館駅前駅, はこだてえきまええき) 또는 하코다테에키마에역은 일본 홋카이도 하코다테시에 있는 전차 정류장이다. 홋카이도 여객철도의 하코다테 역 앞에 있다.

### 역 구조
2면 2선의 상대식 승강장이 있는 지상 정류장이다. 역사 측의 승강장이 유노카와 방면, 그 반대쪽 승강장이 하코다테돗쿠마에, 야치가시라 방면 승강장이다. 2003년 7월의 하코다테 역사 신축에 맞추어 구획 정리 실시가 이루어짐에 따라, 정류장이 5m가량 이전되었고, 전면 개축이 이루어졌다.

## 인접한 역
| 홋카이도 여객철도 ■ 하코다테 본선         | 홋카이도 여객철도 ■ 하코다테 본선                   | 홋카이도 여객철도 ■ 하코다테 본선              |
| ----------------------------------------- | --------------------------------------------------- | ---------------------------------------------- |
| H74 고료카쿠 삿포로 방면                  | 특급 "슈퍼 호쿠토"                                  | 시·종착역                                      |
| H74 고료카쿠 신하코다테호쿠토 방면        | 쾌속 "하코다테 라이너"                              | 시·종착역                                      |
| H74 고료카쿠 오샤만베 방면                | 보통 (일반열차 "하코다테 라이너" 포함)              | 시·종착역                                      |
| 도난 이사리비 철도 ■ 도난 이사리비 철도선 |                                                     |                                                |
| H74 고료카쿠 기코나이 방면                | 도난 이사리비 철도선                                | 시·종착역                                      |
| 하코다테 시 교통국 본선 · 오모리 선       |                                                     |                                                |
| DY16 마쓰카제초 유노카와 방면             | ●하코다테 시영 전차 2계통 ●하코다테 시영 전차 5계통 | DY18 시청앞 야치가시라 · 하코다테돗쿠마에 방면 |

## 관련 사이트
- (일본어) 역 구내도 (하코다테 역) - 홋카이도 여객철도
- (일본어) 정류장 정보 (하코다테 역전역) - 하코다테 시 교통국